# 166 TCN
Năm 166 TCN là một năm trong lịch Julius. 